# Greg Toler
Greg Toler (* 2. ledna 1985 ve Washingtonu) je bývalý hráč amerického fotbalu, který nastupoval na pozici Cornerbacka v National Football League. Univerzitní fotbal hrál za Saint Paul's College, poté byl vybrán ve čtvrtém kole Draftu NFL 2009 týmem Arizona Cardinals.

## Mládí
Toler měl v posledním ročníku vysoké školy Northwestern High School v Hyattsville několik nabídek na stipendium, ale neměl potřebně dobré známky, aby se na některou z univerzit dostal. Začal tedy pracovat v místním skladu a mezitím hrál poloprofesionální soutěž amerického fotbalu NAFL za tým DC Explosion. Zde si ho všiml trenér, který pracoval pro Saint Paul's College. Toler nakonec na této škole stipendium dostal a odehrál za místní fotbalový klub poslední dva ročníky studia.

## Profesionální kariéra

### Arizona Cardinals
Toler byl považován za jednoho z nejzajímavějších hráčů z "malých" univerzit, kteří se v Draftu NFL 2009 objevili a nakonec byl vybrán jako sedmý ze všech Cornerbacků. Byl vybrán ve čtvrtém kole Draftu jako 131. hráč v pořadí týmem Arizona Cardinals. Stal se tak prvním hráčem ze Saint Paul's College, který kdy byl draftován týmem NFL.
Hned v první sezóně 2009 nastoupil do třinácti utkání, ale průlomová pro něj byla až sezóna 2010, ve které zaznamenal 90 tacklů (8 asistovaných), sack, 9 zblokovaných přihrávek, 2 interceptiony a 2 forced fumbly. Bohužel kvůli přetrženému přednímu zkříženému vazu musel vynechat celý ročník 2011. V sezóně 2012 sice odehrál jedenáct utkání, ale pouze dvě jako startující hráč a na konci ročníku ho Cardinals propustili.

### Indianapolis Colts
Toler podepsal 12. března 2013 smlouvu s Indianapolis Colts. V první sezóně nastoupil do devíti utkání (z toho sedmkrát jako startující hráč) a zaznamenal 23 tacklů (6 asistovaných), 6 zblokovaných přihrávek a 1 interception. Od začátku sezóny 2014 se stal startujícím hráčem na pozici levého Cornerbacka a v patnácti zápasech nasbíral 57 tacklů (8 asistovaných), jeden sack, 10 zblokovaných přihrávek, 2 interceptiony a forced fumble.

### Washington Redskins
13. dzbna 2016 podepsal Toler jednoletý kontrakt s Washington Redskins, po jehož skončení ukončil kariéru.